# Mesosetum bifarium
Mesosetum bifarium är en gräsart som först beskrevs av Eduard Hackel, och fick sitt nu gällande namn av Mary Agnes Chase. Mesosetum bifarium ingår i släktet Mesosetum och familjen gräs. Inga underarter finns listade i Catalogue of Life.